# Куп европских шампиона 1966/67.
Куп европских шампиона 1966/67. је било 12. издање Купа шампиона, најјачег европског клупског фудбалског такмичења. Финале је одиграно 25. маја 1967. на Националном стадиону у Лисабону, где је Селтик са 2:1 победио милански Интер, који је елиминисао браниоца трофеја Реал Мадрид у четврфиналу, и тако постао први клуб са Британских острва који је освојио Куп шампиона. 
Шпанија је једина имала два представника, поред Реал Мадрида, освајача Купа шампиона из претходне сезоне, још је играо и Атлетико Мадрид, првак Шпаније у претходној сезони.

## Квалификације
| Тим #1             | рез. | Тим #2              | прва утакмица | друга утакмица |
| ------------------ | ---- | ------------------- | ------------- | -------------- |
| Слијема вондерерси | 1:6  | ЦСКА црвена застава | 1:2           | 0:4            |
| Вотерфорд          | 1:12 | Форвертс Берлин     | 1:6           | 0:6            |

## Прво коло
| Тим #1              | рез. | Тим #2              | прва утакмица | друга утакмица |
| ------------------- | ---- | ------------------- | ------------- | -------------- |
| Малме               | 1:5  | Атлетико Мадрид     | 0:2           | 1:3            |
| Адмира Енерги Беч   | 0:1  | Војводина           | 0:1           | 0:0            |
| Рејкјавик           | 4:8  | Нант                | 2:3           | 2:5            |
| Селтик              | 5:0  | Цирих               | 2:0           | 3:0            |
| Ајакс               | 4:1  | Бешикташ            | 2:0           | 2:1            |
| Ливерпул            | 3:31 | Петролул Плоешти    | 2:0           | 1:3            |
| Есбјерг             | 0:6  | Дукла Праг          | 0:2           | 0:4            |
| Хака                | 1:12 | Андерлехт           | 1:10          | 0:2            |
| Интер Милано        | 1:0  | Торпедо Москва      | 1:0           | 0:0            |
| Вашаш               | 7:0  | Спортинг Лисабон    | 5:0           | 2:0            |
| Минхен 1860         | 10:1 | Омонија             | 8:0           | 2:1            |
| Волеренга           | -2   | 17. новембар Тирана | -             | -              |
| Арис Боневоа        | 4:9  | Линфилд             | 3:3           | 1:6            |
| ЦСКА црвена застава | 3:2  | Олимпијакос         | 3:1           | 0:1            |
| Горњик Забже        | 3:33 | Форвертс Берлин     | 2:1           | 1:2            |

Напомена: Реал Мадрид се као бранилац трофеја директно пласирао у осмину финала.
1 Ливерпул победио Петролул Плоешти са 2:0 у утакмици разигравања и прошао у осмину финала.
217. новембар Тирана се повукао из такмичења.
3 Горњик Забже победио Форвертс Берлин са 3:1 у утакмици разигравања и прошао у осмину финала.

## Осмина финала
| Тим #1              | рез. | Тим #2          | прва утакмица | друга утакмица |
| ------------------- | ---- | --------------- | ------------- | -------------- |
| Војводина           | 3:31 | Атлетико Мадрид | 3:1           | 0:2            |
| Нант                | 2:6  | Селтик          | 1:3           | 1:3            |
| Ајакс               | 7:3  | Ливерпул        | 5:1           | 2:2            |
| Дукла Праг          | 6:2  | Андерлехт       | 4:1           | 2:1            |
| Интер Милано        | 4:1  | Вашаш           | 2:1           | 2:0            |
| Минхен 1860         | 2:3  | Реал Мадрид     | 1:0           | 1:3            |
| Волеренга           | 2:5  | Линфилд         | 1:4           | 1:1            |
| ЦСКА црвена застава | 4:3  | Горњик Забже    | 4:0           | 0:3            |

1 Војводина победила Атлетико Мадрид са 3:2 у утакмици разигравања и прошла у четвртфинале.

## Четвртфинале
| Тим #1       | рез. | Тим #2              | прва утакмица | друга утакмица |
| ------------ | ---- | ------------------- | ------------- | -------------- |
| Војводина    | 1:2  | Селтик              | 1:0           | 0:2            |
| Ајакс        | 2:3  | Дукла Праг          | 1:1           | 1:2            |
| Интер Милано | 3:0  | Реал Мадрид         | 1:0           | 2:0            |
| Линфилд      | 2:3  | ЦСКА црвена застава | 2:2           | 0:1            |

## Полуфинале
| Тим #1       | рез. | Тим #2              | прва утакмица | друга утакмица |
| ------------ | ---- | ------------------- | ------------- | -------------- |
| Селтик       | 3:1  | Дукла Праг          | 3:1           | 0:0            |
| Интер Милано | 2:21 | ЦСКА црвена застава | 1:1           | 1:1            |

1Интер Милано победио ЦСКА црвену заставу са 1:0 у утакмици разигравања и прошао у финале.

## Финале
| Интер Милано     | 1 – 2 | Селтик                  |
| ---------------- | ----- | ----------------------- |
| Мацола 7’ (пен.) |       | Гемел 62’ · Чалмерс 85’ |

| Победник Лиге шампиона 1966/67. |
| ------------------------------- |
| ФК Селтик 1. титула             |

## Најбољи стрелци
| Поз. | Играч              | Клуб            | Голова |
| ---- | ------------------ | --------------- | ------ |
| 1    | Пол ван Химст      | Андерлехт       | 6      |
| 2    | Стиви Чалмерс      | Селтик          | 5      |
| 2    | Ернст Пол          | Горњик Забже    | 5      |
| 2    | Артур Томас        | Линфилд         | 5      |
| 5    | Луис Арагонес      | Атлетико Мадрид | 4      |
| 5    | Јохан Девриндт     | Андерлехт       | 4      |
| 5    | Томи Гемел         | Селтик          | 4      |
| 5    | Фридхелм Конијецка | Минхен 1860     | 4      |
| 5    | Иван Мраз          | Дукла Праг      | 4      |
| 5    | Лајош Пушкаш       | Вашаш           | 4      |
| 5    | Фил Скот           | Линфилд         | 4      |